# Antonie Johannes Pannekoek
Antonie Johannes (Ton) Pannekoek (Leiden, 30 november 1905 – Bilthoven, 6 oktober 2000) was een Nederlands geoloog en cartograaf. Pannekoek was de zoon van Anton Pannekoek, een Nederlands astronoom en marxistisch denker. Hij promoveerde in 1935 aan de Rijksuniversiteit Utrecht op het proefschrift Évolution du bassin de la Tet dans les Pyrénées orientales pendant la néogène : étude de morphotectonique.
Antonie Pannekoek was van 1955 tot en met 1972 hoogleraar in de algemene geologie aan de Rijksuniversiteit Leiden. Hij aanvaardde dit ambt met de rede Geologie als wetenschap en kunst.  Hij legde zich toe op de sedimentologie en de geomorfologie en bestudeerde duinvorming. Pannekoek publiceerde onder andere het standaardwerk Geologische Geschiedenis van Nederland (1956) en was eindredacteur van het handboek Algemene Geologie (1973). In 1996 ontving hij de Van Waterschoot van der Gracht Penning van het Koninklijk Nederlands Geologisch Mijnbouwkundig Genootschap. 
- Gemeinsame Normdatei: 172316189
- International Standard Name Identifier: 0000 0000 4480 3041
- Library of Congress Control Number: no2005050953
- Nederlandse Thesaurus van Auteursnamen: 068710046
- Système universitaire de documentation: 092788092
- Virtual International Authority File: 71123849
- WorldCat: E39PBJjCRb67CpytK9TytKRFrq